# Dolceta
Dolceta (Developing On-line Consumer Education Tool for Adults) er et online projekt, hvis hovedopgave er at understøtte forbrugerundervisning på internettet.
Projektet er iværksat af Europa-Kommissionen og forefindes i 27 versioner, en for hvert medlemsland i EU.
De 27 versioner er hver især opdelt i moduler, som har en række fælles faciliteter, men samtidig er tilpasset forskelle landene imellem, f. eks forskellig lovgivning.

## Danske moduler
Den danske version omfatter flg. moduler:
- Forbrugerrettigheder
- Finansielle tjenesteydelser
- Finansiel forståelse/matematik
- Tjenester af almen interesse
- Produktsikkerhed
- Lærerens side
- Bæredygtigt forbrug

## Rådgivning
Lærerens side er en rådgivning med tips og ideer til lærere om forbrugerundervisning. Den sigter imod anvendelse i den danske folkeskole. De øvrige moduler kan ligeledes anvendes i undervisningen, men er også planlagt som vejledning til voksne, der har spørgsmål til emnerne.

## Test og quiz
Til modulerne er knyttet en test eller quiz, hvor brugerne kan undersøge deres viden om et af de emner, der indgår i det valgte modul.

## Ekstern henvisning
- DOLCETA's danske hjemmeside Arkiveret 31. januar 2010 hos  Wayback Machine